# Adela Łubieńska
Adela Łubieńska (ur. 29 września 1806, zm. 13 lutego 1896 w Warszawie) – polska rysowniczka amatorka i graficzka.

## Życiorys
Była córką Tomasza Łubieńskiego i Konstancji z Ossolińskich, jej bratem był Napoleon (Leon) Łubieński. Od 1819 roku uczyła się w Paryżu. W listach jej ojca znajdujemy informację, że już w młodym wieku interesowała się historią oraz sztuką. W 1824 roku wróciła do Warszawy.

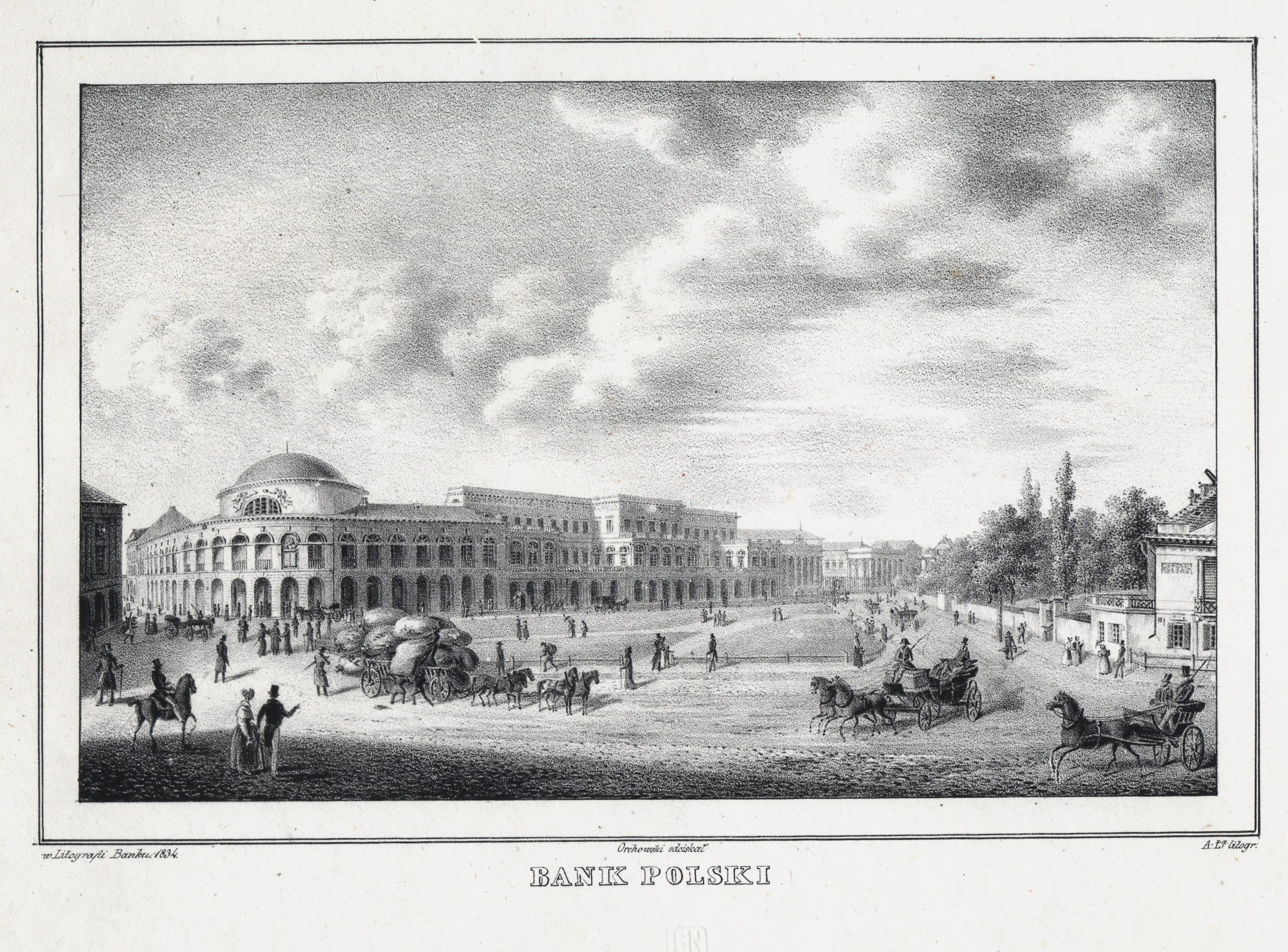
Adela Łubieńska, Bank Polski, 1834, Biblioteka Narodowa

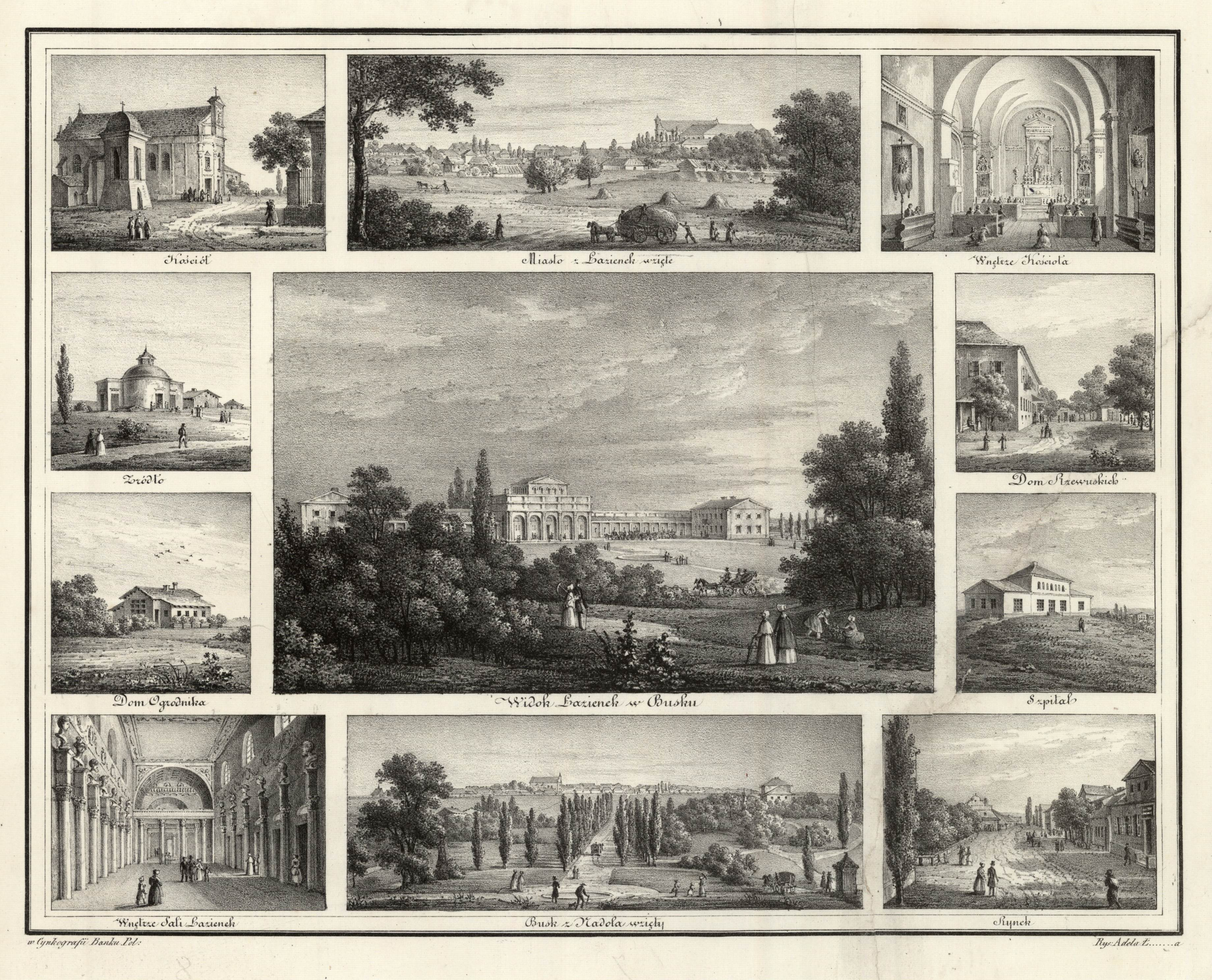
Adela Łubieńska, Widok Łazienek w Busku (...), 1842, Biblioteka Narodowa

Łubieńska prowadziła w Warszawie ożywione życie towarzyskie i rodzinne, ale nigdy nie wyszła za mąż. Wychowywała kuzynkę, córkę Henryka Łubieńskiego i Ireny z Potockich. Opiekowała się także ociemniałym ojcem.
Zmarła w wieku 89 lat. Pochowana jest w „Grobie Rodziny Generała Łubieńskiego” na Cmentarzu Powązkowskim. Nagrobek artystki zdobi jej płaskorzeźbiony portret.

## Działalność artystyczna
Łubieńska była rysowniczką amatorką i graficzką, współpracowniczką zakładu litografii Banku Polskiego. Litografie wykonywała na podstawie własnych rysunków.
W 1842 roku Łubieńska wydała Krótki opis Buska i jego okolic z własnymi grafikami. Artystka z powodów zdrowotnych odwiedzała bowiem różne uzdrowiska, między innymi właśnie Busko.
Grafiki Łubieńskiej znajdują się w kolekcji Muzeum Narodowego w Warszawie oraz zbiorach Biblioteki Narodowej, a dwa rysunki jej autorstwa – w Archiwum Głównym Akt Dawnych.